# Thierno Bah
Thierno Bah (sinh ngày 5 tháng 10 năm 1982 ở Labé, Guinée) là một cầu thủ bóng đá người Guinée. Bah là một cựu cầu thủ đội tuyển quốc gia Thụy Sĩ và từng đại diện U-21 Thụy Sĩ. Anh ký hợp đồng với Lausanne-Sport vào tháng 1 năm 2011 và một năm rưỡi sau rời đi lúc cuối mùa giải 2011–12.